# جام باشگاهی آفریقا–آسیا ۱۹۹۸
جام باشگاهی آفریقا–آسیا ۱۹۹۸ یازدهمین و آخرین دوره جام باشگاهی آفریقا–آسیا بود که توسط کنفدراسیون فوتبال آفریقا (کاف) و کنفدراسیون فوتبال آسیا (ای‌اف‌سی) تأیید شد و بین برندگان لیگ قهرمانان آفریقا و جام باشگاه‌های آسیا برگزار شد.
فینال به صورت رفت و برگشت بین تیم کره‌ای پوهانگ استیلرز، قهرمان جام باشگاه‌های آسیا ۹۸–۱۹۹۷ و تیم مراکشی الرجا، قهرمان لیگ قهرمانان آفریقا ۱۹۹۷ برگزار شد. بازی رفت به میزبانی پوهانگ استیلرز در ورزشگاه پوهانگ استیل یارد در پوهانگ در نوامبر ۱۱۹۹۸ برگزار شد، در حالی که بازی برگشت به میزبانی الرجا در ورزشگاه محمد پنجم در کازابلانکا در دسامبر ۱۹۹۸ برگزار شد.
الرجا در مجموع ۳–۲ برنده شد.

## تیم‌ها
| تیم            | نحوه صلاحیت                       | حضور قبلی (پررنگ نشانه قهرمانی است) |
| -------------- | --------------------------------- | ----------------------------------- |
| پوهانگ استیلرز | قهرمان جام باشگاه‌های آسیا ۹۸–۱۹۹۷ | ۱۹۹۷                                |
| الرجا          | قهرمان لیگ قهرمانان آفریقا ۱۹۹۷   | نداشته                              |

## جزئیات مسابقات

### بازی رفت
| پوهانگ استیلرز | ۲–۲ | الرجا |
| -------------- | --- | ----- |
|                |     |       |

### بازی برگشت
| الرجا | ۱–۰ | پوهانگ استیلرز |
| ----- | --- | -------------- |
|       |     |                |

## قهرمان
| قهرمان جام باشگاهی آفریقا–آسیا ۱۹۹۸ |
| ----------------------------------- |
| الرجا اولین قهرمانی                 |